# Élections législatives de 1986 dans les Deux-Sèvres
Les élections législatives françaises de 1986 ont lieu le 16 mars 1986. Dans le département des Deux-Sèvres, quatre députés sont à élire dans le cadre d'un scrutin proportionnel par liste départementale à un seul tour.

## Élus
| Député élu      | Parti | Parti    |
| --------------- | ----- | -------- |
| Albert Brochard |       | UDF (PR) |
| Jean de Gaulle  |       | RPR      |
| André Clert     |       | PS       |
| Michel Hervé    |       | PS       |

## Résultats

### Résultats à l'échelle du département
|                       | Liste d'union départementale UDF-RPR Union pour la démocratie française (RPR)                               | Albert Brochard    | 97 448  | 52,43  | 2 |  |  |
|                       | Pour une majorité de progrès avec le président de la République Parti socialiste                            | André Clert        | 69 344  | 37,31  | 2 |  |  |
|                       | Liste présentée par le Parti communiste français Parti communiste français                                  | Robert Léon        | 8 020   | 4,32   | 0 |  |  |
|                       | Rassemblement national Front national                                                                       | Christiane Bonnaud | 7 840   | 4,22   | 0 |  |  |
|                       | Liste du Mouvement pour un parti des travailleurs Extrême gauche (Mouvement pour un parti des travailleurs) | Jean Sicot         | 3 204   | 1,72   | 0 |  |  |
|                       | |                    |         |        |   |  |  |
| Inscrits              | Inscrits | Inscrits           | 248 147 | 100,00 | 4 |  |  |
| Abstentions           | Abstentions                                                                                                 | Abstentions        | 51 036  | 20,57  |   |  |  |
| Votants               | Votants | Votants            | 197 111 | 79,43  |   |  |  |
| Blancs et nuls        | Blancs et nuls                                                                                              | Blancs et nuls     | 11 255  | 5,71   |   |  |  |
| Exprimés              | Exprimés | Exprimés           | 185 856 | 94,29  |   |  |  |
| Source : Data.gouv.fr | |                    |         |        |   |  |  |

### Listes complètes en présence
| Liste Étiquette politique (partis et alliances) | Liste Étiquette politique (partis et alliances)                                            | Candidats (et remplaçants éventuels) |
| ----------------------------------------------- | ------------------------------------------------------------------------------------------ | --- |
|                                                 | Liste d'union départementale UDF-RPR Union de la droite (UDF - RPR)                        | 1. Albert Brochard (CDS) 2. Jean de Gaulle (RPR) 3. Jean Pineau (UDF) 4. André Nicolas (Rad.)————————————5. Jean Gonnord (RPR) 6. Léopold Moreau (PR) |
|                                                 | Pour une majorité de progrès avec le président de la République Parti socialiste           | 1. André Clert 2. Michel Hervé 3. Michel Guyton 4. Yves Parnaudeau————————————5. Joël Renoux 6. André Rossard                                         |
|                                                 | Liste présentée par le Parti communiste français Parti communiste français                 | 1. Robert Léon 2. Christiane Chargé 3. Bernard Lamberton 4. Alain Cotilleau————————————5. René Bourgeois 6. Liliane Carron                            |
|                                                 | Rassemblement national Front national                                                      | 1. Christiane Bonnaud 2. Emile Gerbier 3. Maurice Briand 4. Olivier Tréhard————————————5. Michel Gay 6. Odette de La Serna                            |
|                                                 | Liste du Mouvement pour un parti des travailleurs Mouvement pour un parti des travailleurs | 1. Jean Sicot 2. Marie-Christine Luparello 3. Yvon Beauchamp 4. Yves Collet————————————5. Philippe Lacroix 6. Jean-Jacques Largeaud                   |